# 6 de abril
6 de abril é o 96.º dia do ano no calendário gregoriano (97.º em anos bissextos). Faltam 269 dias para acabar o ano.

## Eventos históricos

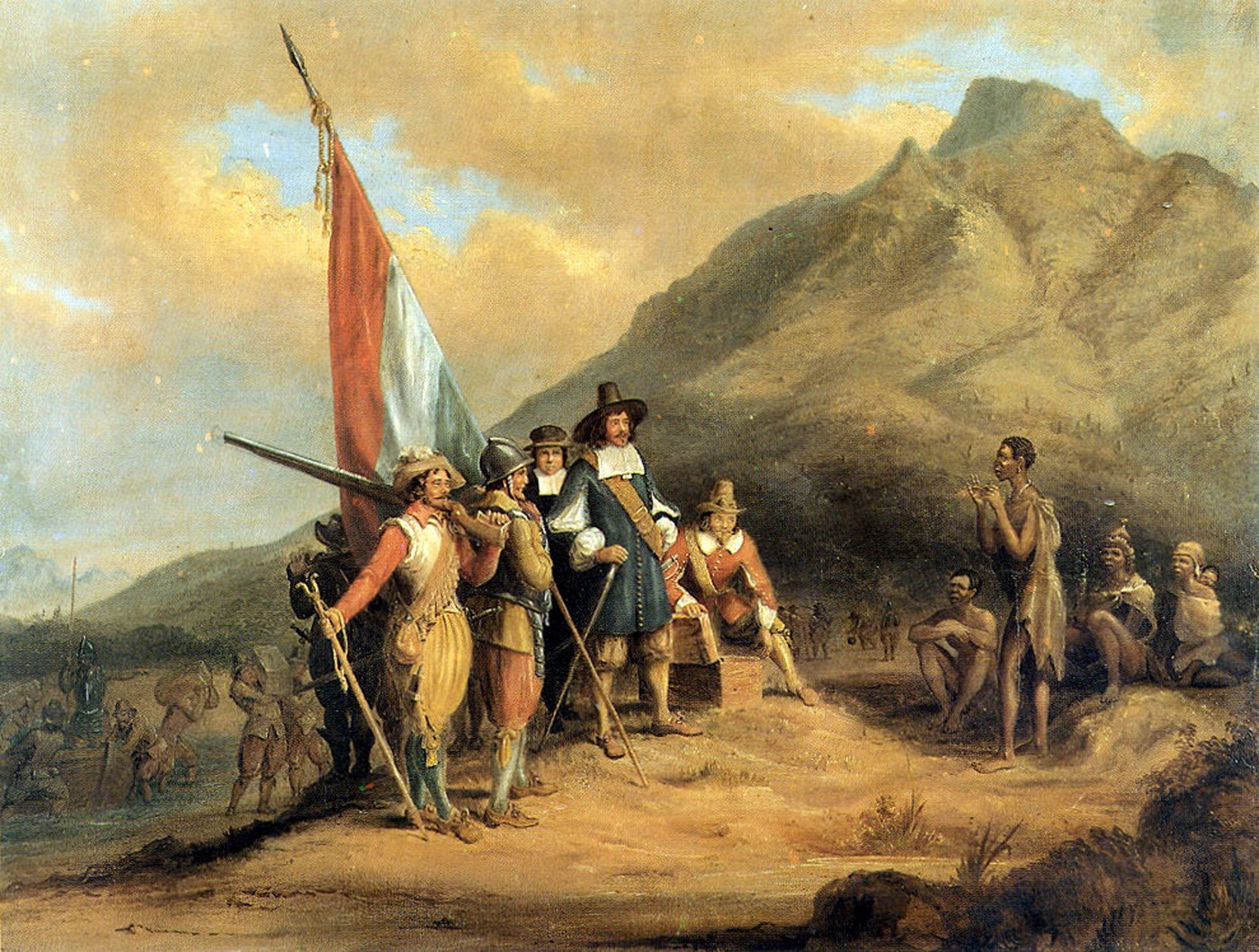
1652: Desembarque de Jan van Riebeeck

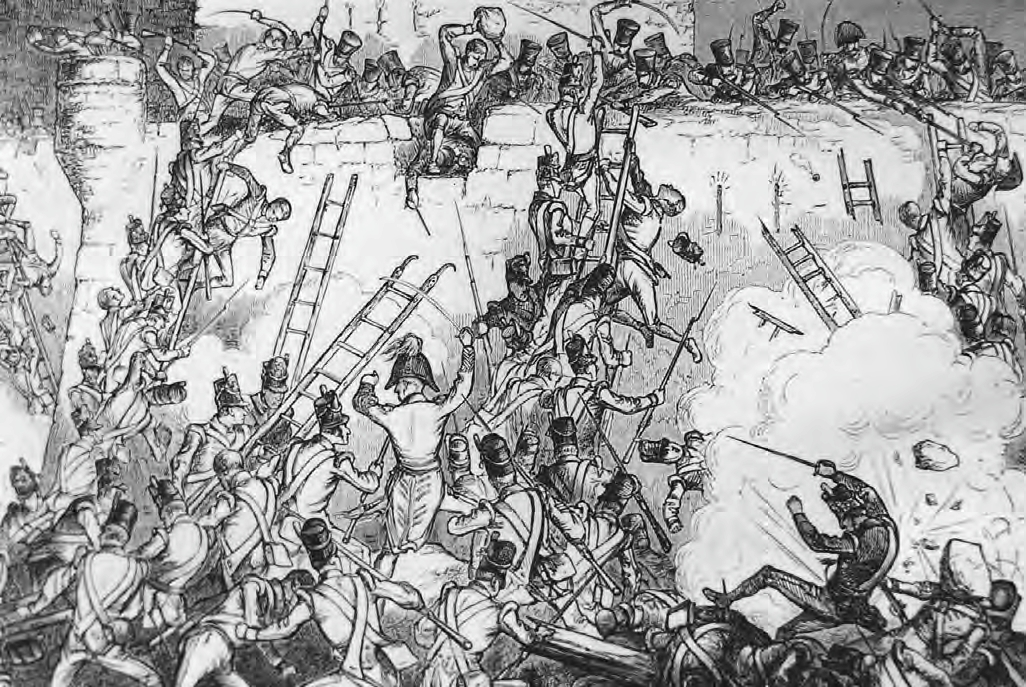
1812: Infantaria britânica tenta invadir as muralhas de Badajoz

1896: Cerimônia de abertura em Atenas dos jogos olímpicos

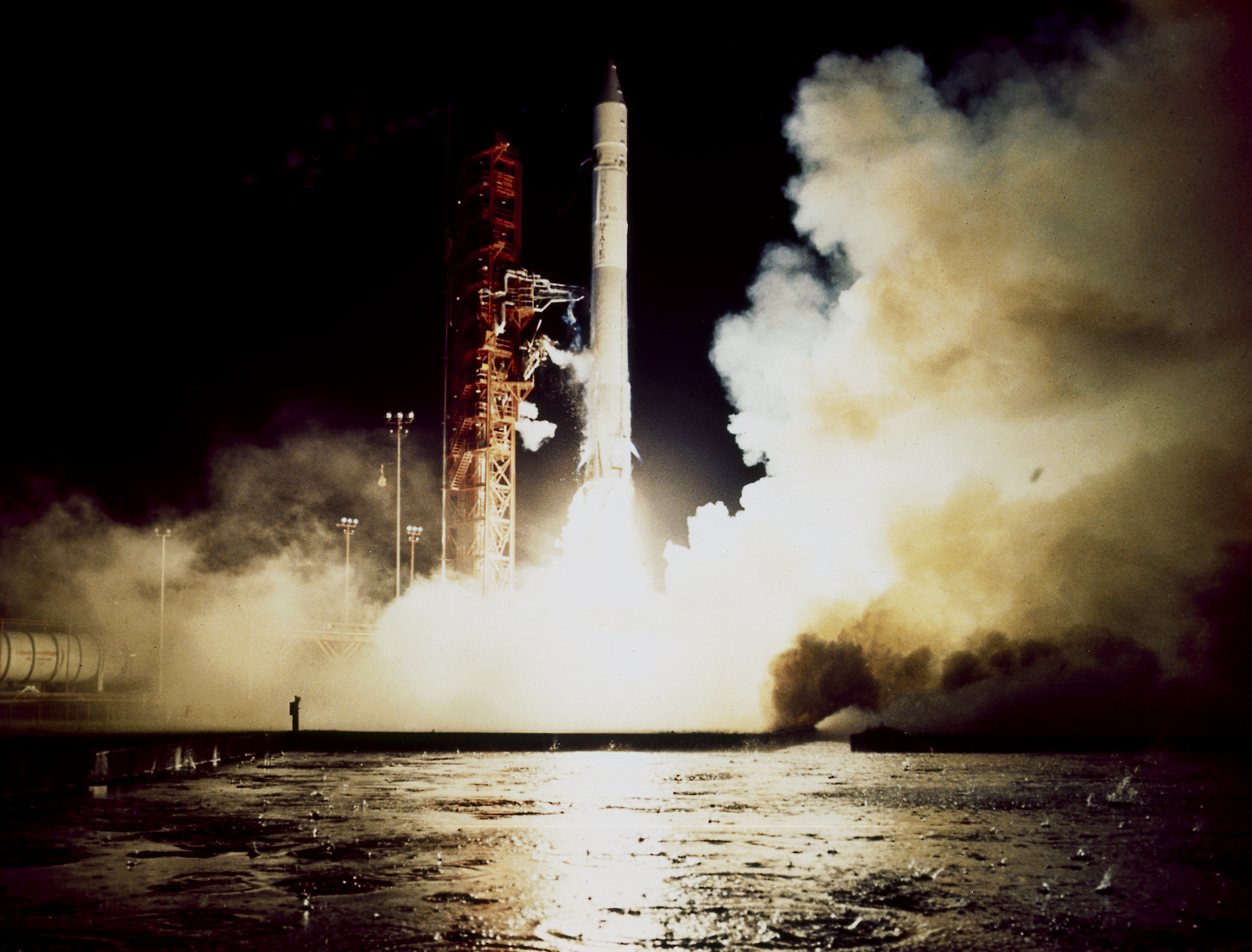
1973: Lançamento da Pioneer 11

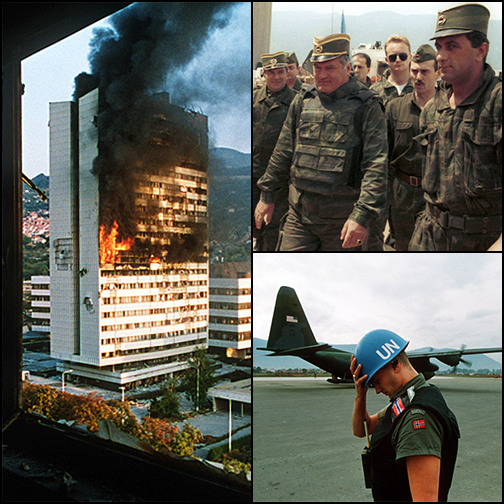
1992: Início da Guerra da Bósnia

- 46 a.C. — Júlio César derrota Cecílio Metelo Cipião e Catão, o Jovem, na Batalha de Tapso.
- 0402 — Estilicão derrota os visigodos sob o comando de Alarico na Batalha de Pollentia.
- 1199 — Ricardo I da Inglaterra morre de infecção após a remoção de uma flecha de seu ombro.
- 1320 — Os escoceses reafirmam a sua independência ao assinar a Declaração de Arbroath.
- 1384 — Batalha dos Atoleiros entre as forças portuguesas comandadas por Nuno Álvares Pereira e as tropas castelhanas.
- 1385 — João I de Portugal é aclamado rei nas Cortes de Coimbra, tornando-se no primeiro rei de Portugal da Dinastia de Avis.
- 1453 — Maomé II, o Conquistador, começa o cerco de Constantinopla (Istambul), que cai no dia 29 de maio.
- 1652 — O navegante holandês Jan van Riebeeck estabelece um posto de reabastecimento no Cabo da Boa Esperança; o posto se tornará por fim a Cidade do Cabo.
- 1782 — O rei Rama I do Sião (atual Tailândia) estabelece a dinastia Chakri.
- 1793 — Durante a Revolução Francesa, o Comitê de Salvação Pública torna-se o órgão executivo da república.
- 1800 — O Tratado de Constantinopla estabelece a República Septinsular, o primeiro estado grego autônomo desde a queda do Império Bizantino.
- 1812 — Guerra Peninsular: as forças anglo-portuguesas comandadas por Arthur Wellesley atacam a fortaleza de Badajoz.
- 1814 — Início nominal da Restauração Bourbon; data de aniversário em que Napoleão abdica e é exilado na ilha de Elba.
- 1860 — A Igreja Reorganizada de Jesus Cristo dos Santos dos Últimos Dias, mais tarde chamada de Comunidade de Cristo, é organizada por Joseph Smith III e outros em Amboy, Estados Unidos.
- 1862 — Guerra Civil Americana: início da Batalha de Shiloh: no estado estadunidense do Tennessee, forças legalistas do governo federal dos EUA, chamadas de A União, sob o comando do general Ulysses S. Grant, encontram as tropas dos separatistas, chamadas de A Confederação e lideradas pelo general Albert Sidney Johnston.
- 1865 — Guerra Civil Americana: a Batalha de Sayler's Creek: o Exército da Virgínia do Norte, do general confederado Robert E. Lee, luta e perde a sua última grande batalha ao se retirar de Richmond, Virgínia durante a Campanha de Appomattox.
- 1869 — O celuloide é patenteado.
- 1892 — Manifesto contra o presidente do Brasil Floriano Peixoto por 13 generais, o qual é respondido com prisões.
- 1896 — Em Atenas, celebra-se a abertura dos primeiros Jogos Olímpicos modernos, 1 500 anos após a proibição dos jogos originais pelo imperador romano Teodósio I.
- 1909 — Os estadunidenses Robert Peary e Matthew Henson tornam-se as primeiras pessoas a chegar ao Polo Norte; a alegação de Peary foi contestada por causa de falhas em sua capacidade de navegação.
- 1917 — Primeira Guerra Mundial: os Estados Unidos declaram guerra à Alemanha.
- 1918 — Guerra Civil Finlandesa: a Batalha de Tampere termina.
- 1930 — No final da Marcha do Sal, Gandhi levanta um punhado de lama e sal e declara: "Com isso, estou sacudindo as fundações do Império Britânico".
- 1941 — Segunda Guerra Mundial: a Alemanha nazista lança a Operação 25 (a invasão da Iugoslávia) e Operação Marita (a invasão da Grécia).
- 1945 — Segunda Guerra Mundial: Sarajevo é libertada das forças alemãs e croatas pelos partisans iugoslavos.
- 1947 — O primeiro Tony Award, prêmio em reconhecimento ao sucesso no teatro dos Estados Unidos, é entregue numa cerimônia no Waldorf-Astoria Hotel em Nova Iorque.
- 1965 — Lançamento do Intelsat I, o primeiro satélite de comunicação comercial, para ser colocado em órbita geoestacionária.
- 1973 — Lançamento da nave espacial Pioneer 11.
- 1984 — Membros da Guarda Republicana de Camarões tentam em vão derrubar o governo liderado por Paul Biya.
- 1985 — O presidente sudanês Gaafar Nimeiry é deposto do poder em um golpe de estado liderado pelo marechal de campo Abdel Rahman Swar al-Dahab.[1]
- 1992 — Início da Guerra da Bósnia.
- 1994 — O Genocídio em Ruanda começa quando o avião que transportava o presidente ruandês Juvénal Habyarimana e o presidente do Burundi, Cyprien Ntaryamira, é derrubado.
- 1998 — Teste de armas nucleares: o Paquistão testa mísseis de médio alcance capazes de atingir a Índia.
- 2002 — Toma posse em Portugal o XV Governo Constitucional, um governo de coligação pós-eleitoral entre o Partido Social Democrata e o Partido Popular chefiado pelo primeiro-ministro José Manuel Durão Barroso.
- 2005 — O líder curdo Jalal Talabani torna-se presidente do Iraque; O árabe xiita Ibrahim al-Jaafari é nomeado primeiro-ministro no dia seguinte.
- 2009 — Um sismo de magnitude 6,3 atinge a região de Áquila, Itália, matando 307 pessoas.
- 2012 — Azauade declara-se independente da República do Mali.
- 2017 — Militares dos Estados Unidos lançam 59 mísseis de cruzeiro Tomahawk contra uma base aérea na Síria. A Rússia descreve os ataques como uma "agressão", acrescentando que eles prejudicam significativamente os laços entre Estados Unidos e Rússia.
- 2020 — Ciclone Harold atinge as Ilhas Salomão, Vanuatu, Fiji e Tonga, matando pelo menos trinta pessoas.

## Nascimentos

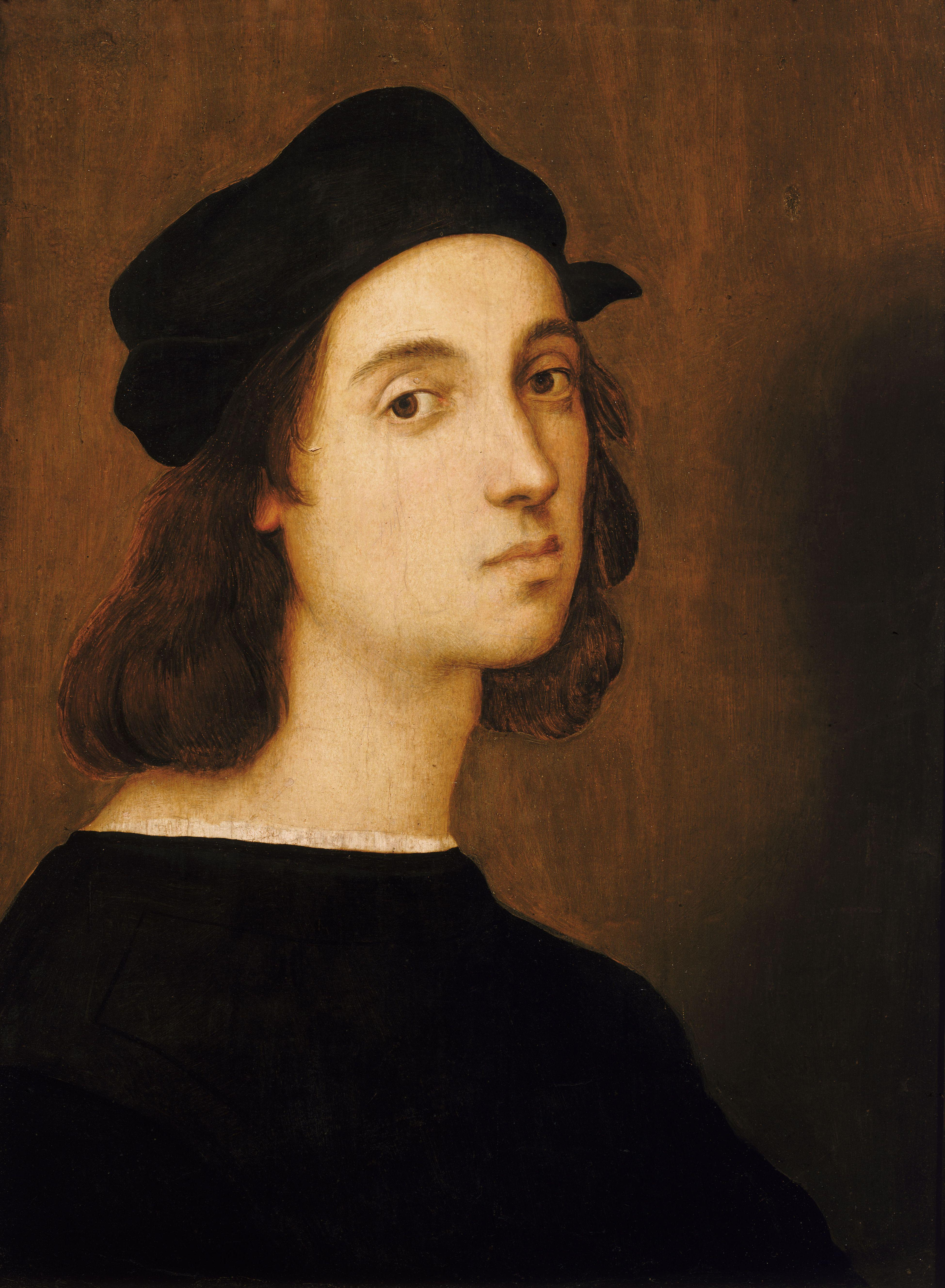
Rafael

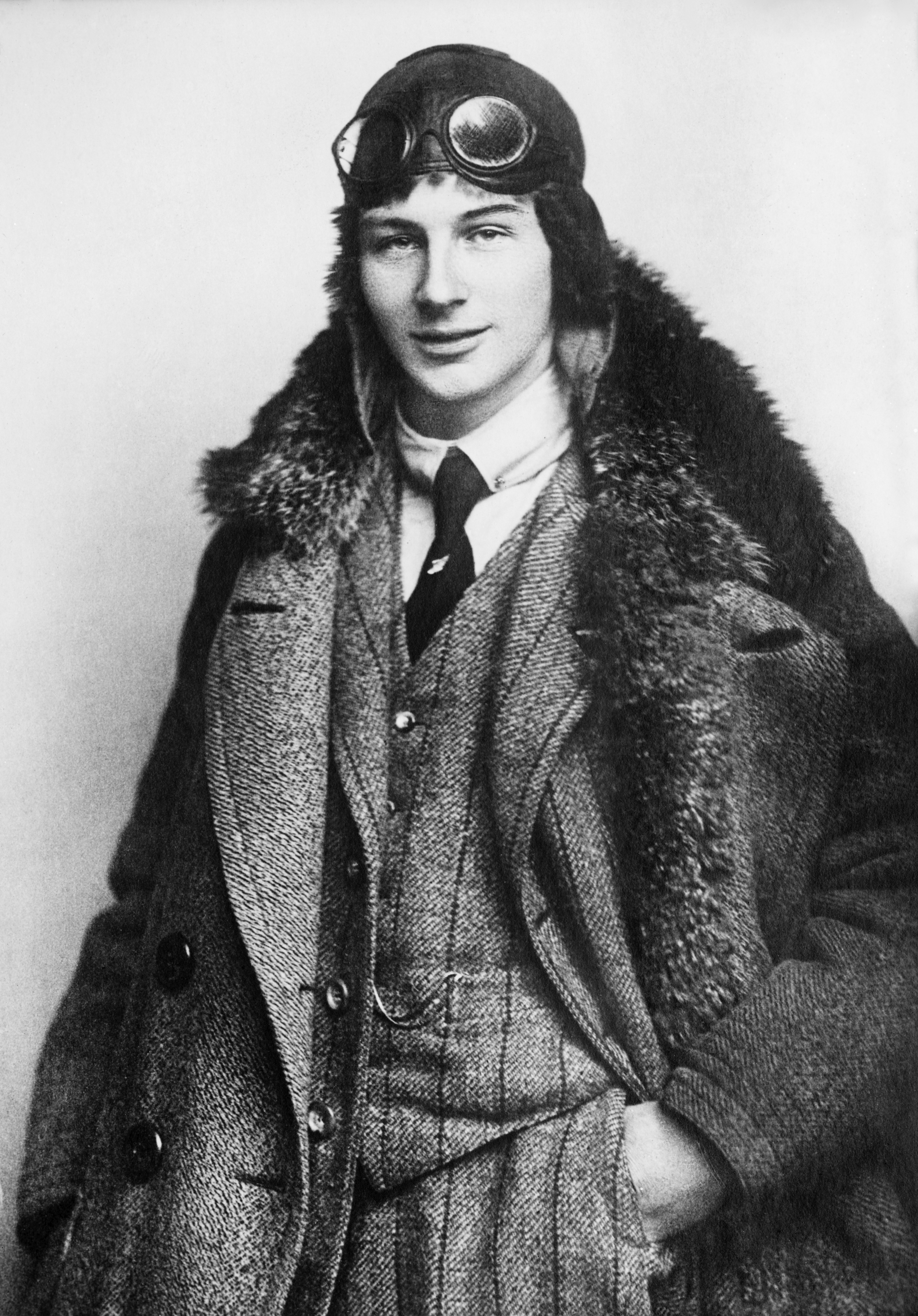
Anthony Fokker

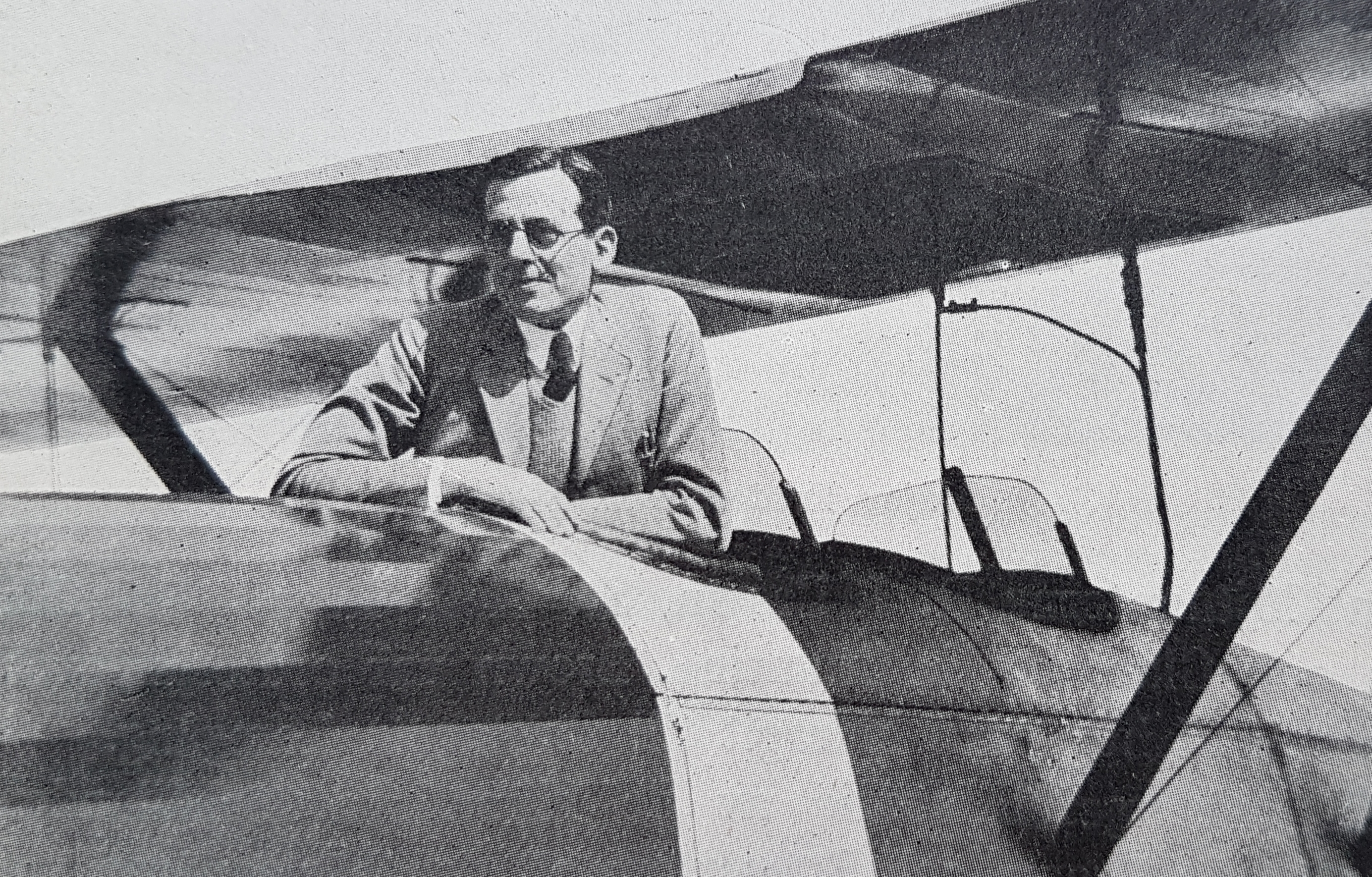
Donald Wills Douglas

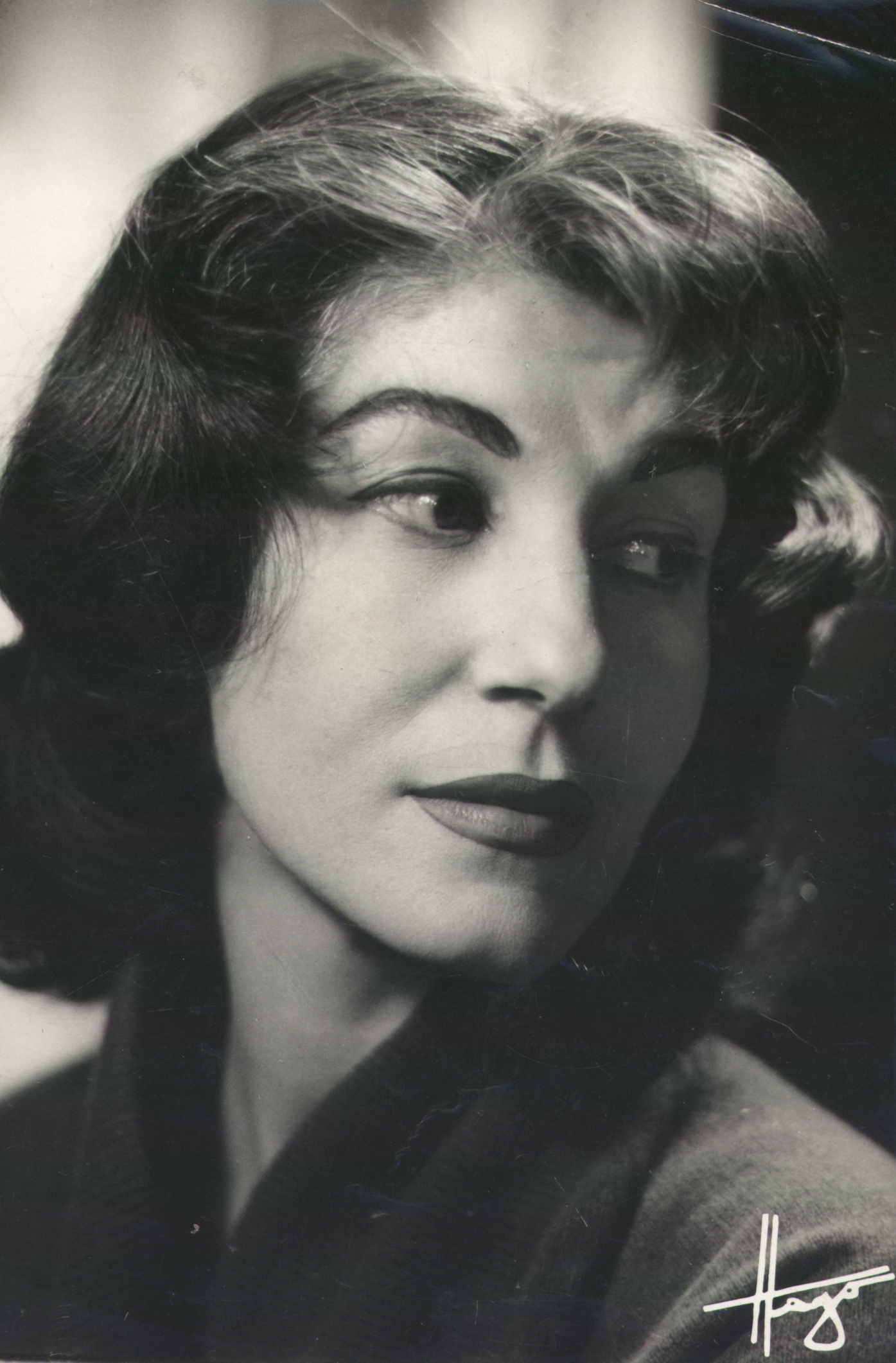
Cacilda Becker

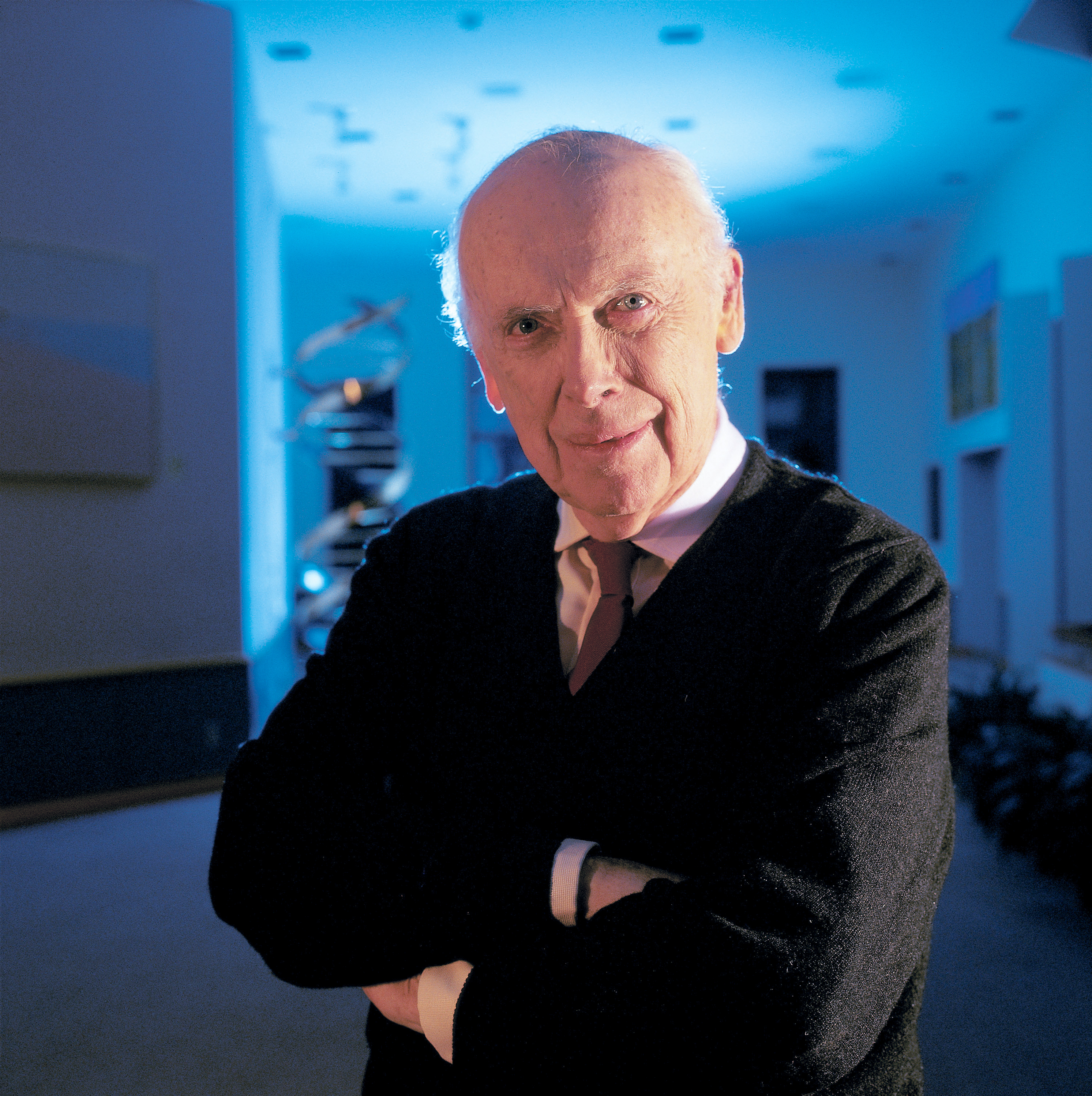
James Watson

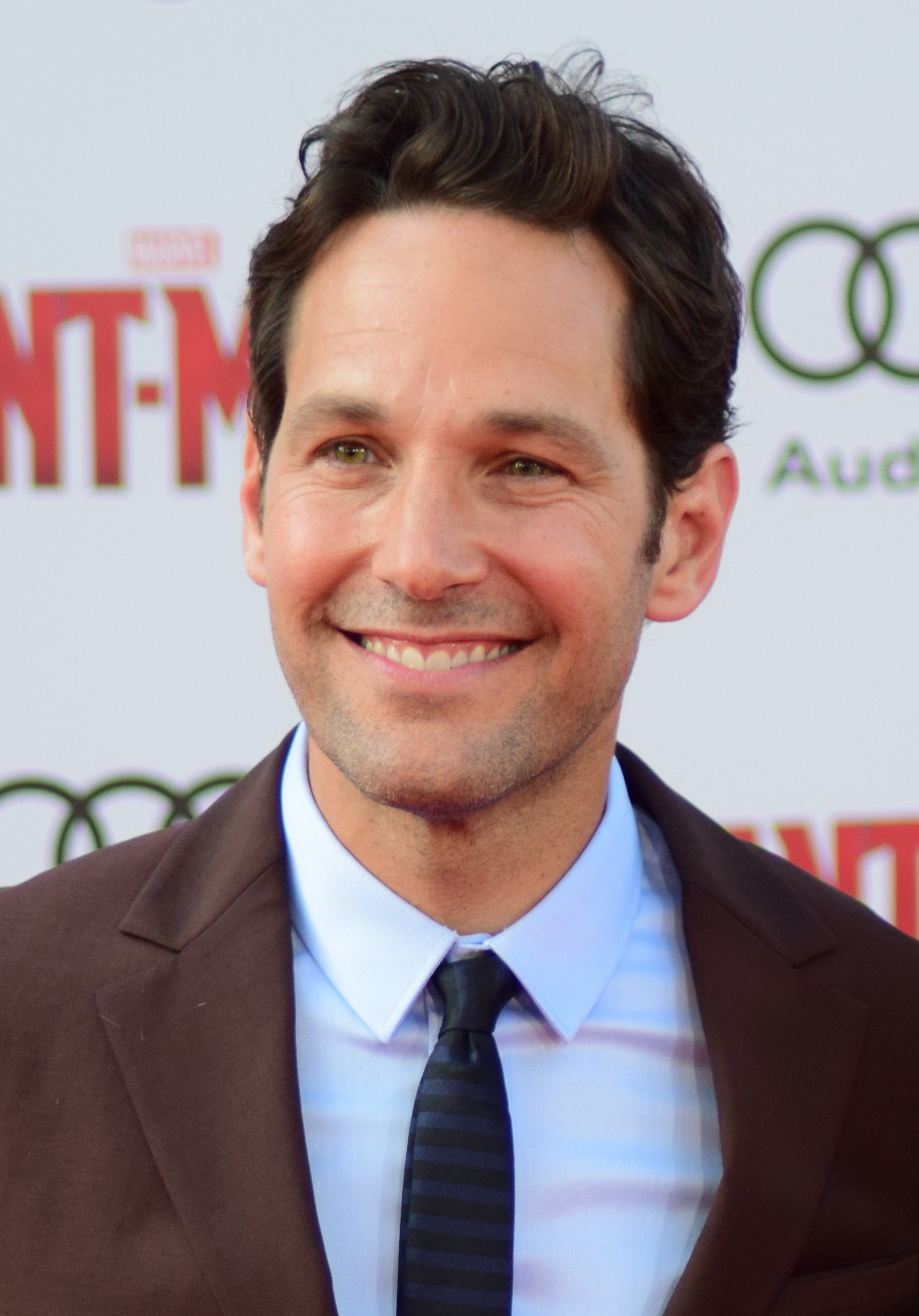
Paul Rudd

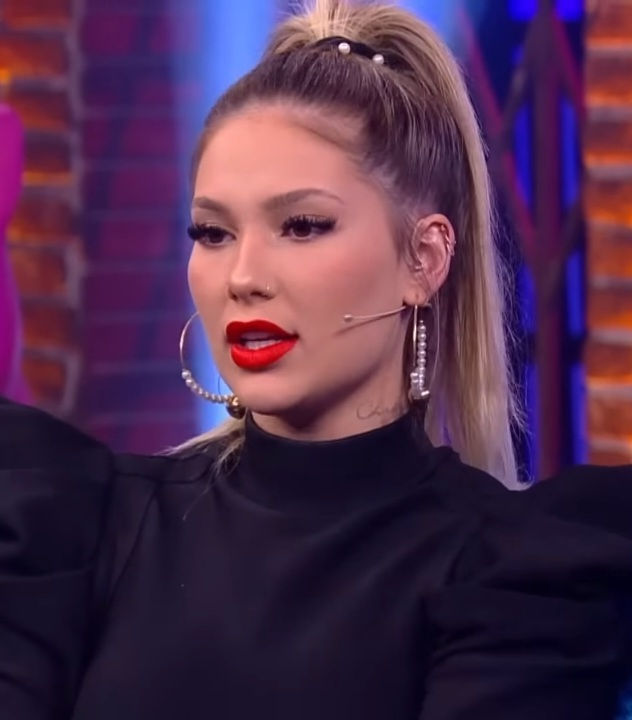
Virginia Fonseca

### Anterior ao século XIX
- 1342 — Maria de Portugal, Princesa de Aragão (m. 1377).
- 1483 — Rafael, pintor e arquiteto italiano (m. 1520).
- 1573 — Margarida de Brunsvique-Luneburgo (m. 1643).
- 1632 — Maria Leopoldina da Áustria-Tirol (m. 1649).
- 1660 — Johann Kuhnau, organista e compositor alemão (m. 1722).
- 1664 — Arvid Horn, general e político sueco (m. 1742).
- 1682 — Joana Carlota de Anhalt-Dessau, marquesa de Brandemburgo-Schwedt (m. 1750).
- 1725 — Pasquale Paoli, soldado e político francês (m. 1807).
- 1726 — Gerardo Majella, santo italiano (m. 1755).
- 1740 — Nicolas Chamfort, escritor e dramaturgo francês (m. 1794).
- 1773 — James Mill, historiador, economista e filósofo britânico (m. 1836).
- 1794 — José Inácio de Abreu e Lima, militar, escritor e jornalista brasileiro (m. 1869).

### Século XIX
- 1810 — Philip Henry Gosse, biólogo e acadêmico britânico (m. 1888).
- 1812 — Aleksandr Ivanovitch Herzen, filósofo e escritor russo (m. 1870).
- 1826 — Gustave Moreau, pintor e acadêmico francês (m. 1898).
- 1851 — Guillaume Bigourdan, astrônomo e acadêmico francês (m. 1932).
- 1860 — René Lalique, escultor e designer de joias francês (m. 1945).
- 1861 — Stanislas de Guaita, poeta e escritor francês (m. 1897).
- 1864 — William Bate Hardy, biólogo e acadêmico britânico (m. 1934).
- 1866 — Felix-Raymond-Marie Rouleau, cardeal canadense (m. 1931).
- 1878 — Erich Mühsam, escritor, poeta e dramaturgo alemão (m. 1934).
- 1881 — Karl Staaf, atleta sueco (m. 1953).
- 1886 — Assafe Já VII, governante indiano (m. 1967).
- 1890
  - Serafim Leite, jesuíta e historiador português (m. 1969).
  - Anthony Fokker, engenheiro e empresário neerlandês (m. 1939).
- 1892
  - Donald Wills Douglas, empresário americano (m. 1981).
  - Lowell Thomas, jornalista e escritor americano (m. 1981).
  - Göte Wilhelm Turesson, botânico sueco (m. 1970).
- 1894 — Gertrude Baines, supercentenária norte-americana (m. 2009).
- 1895 — Dudley Nichols, diretor, produtor e roteirista americano (m. 1960).
- 1898 — Jeanne Hébuterne, pintora escritora francesa (m. 1920).
- 1900 — Leo Robin, compositor americano (m. 1984).

### Século XX

#### 1901–1950
- 1901 — Pier Giorgio Frassati, ativista italiano (m. 1925).
- 1903
  - Harold Eugene Edgerton, engenheiro e acadêmico americano (m. 1990).
  - Diógenes Lara, futebolista e treinador de futebol boliviano (m. 1971).
- 1904
  - Kurt Georg Kiesinger, advogado e político alemão (m. 1988).
  - Erwin Komenda, designer e engenheiro de automóveis austríaco (m. 1966).
  - Georges Gautschi, patinador artístico suíço (m. 1985).
- 1906 — Virginia Hall, espiã norte-americana (m. 1982).
- 1908 — Héctor Trujillo, general e político dominicano (m. 2002).
- 1909
  - Phoumi Vongvichit, político laosiano (m. 1994).
  - William Marrion Branham, ministro e teólogo norte-americano (m. 1965).
  - Hermann Lang, automobilista alemão (m. 1987).
- 1911 — Feodor Lynen, bioquímico e acadêmico alemão, ganhador do Prêmio Nobel (m. 1979).
- 1912 — Jan Brzák-Felix, canoísta tcheco (m. 1988).
- 1914 — Enrica Beltrame Quattrocchi, enfermeira e educadora italiana (m. 2012).
- 1917 — Leonora Carrington, pintora e escritora anglo-mexicana (m. 2011).
- 1918 — Alfredo Ovando Candía, general e político boliviano (m. 1982).
- 1919 — Caren Marsh Doll, atriz e dançarina americana.
- 1920 — Edmond Fischer, bioquímico e acadêmico suíço-americano, ganhador do Prêmio Nobel (m. 2021).
- 1921
  - Cacilda Becker, atriz brasileira (m. 1969).
  - Wilbur Thompson, atleta americano (m. 2013).
- 1923 — Herb Thomas, automobilista americano (m. 2000).
- 1924 — George E. Killian, dirigente esportivo norte-americano (m. 2017).
- 1926
  - Sérgio Franchi, cantor e ator ítalo-americano (m. 1990).
  - Gil Kane, escritor e ilustrador letão-americano (m. 2000).
  - Ian Paisley, ministro evangélico. ativista e político britânico (m. 2014).
- 1927 — Gerry Mulligan, saxofonista, clarinetista e compositor norte-americano (m. 1996).
- 1928 — James Watson, biólogo, geneticista e zoólogo americano, ganhador do Prêmio Nobel.
- 1929
  - Celestino Alves, escritor, poeta e compositor brasileiro (m. 1991).
  - André Previn, pianista, compositor e maestro norte-americano (m. 2019).
  - Christos Sartzetakis, político e jurista grego (m. 2022).
- 1931
  - Ram Dass, escritor e educador americano (m. 2019).
  - Aécio de Borba, advogado, jornalista, dirigente esportivo e político brasileiro (m. 2021).
  - Ivan Dixon, ator, diretor e produtor americano (m. 2008).
- 1933 — Goulart de Andrade, jornalista brasileiro (m. 2016).
- 1934
  - Enrique Álvarez Félix, ator mexicano (m. 1996).
  - Anton Geesink, judoca neerlandês (m. 2010).
  - Guy Peellaert, pintor, ilustrador e fotógrafo belga (m. 2008).
- 1935
  - Luis del Sol, futebolista e treinador de futebol espanhol (m. 2021).
  - Fred Bongusto, cantor, músico, ator e produtor musical italiano (m. 2019).
- 1936 — Jean-Pierre Changeux, neurocientista, biólogo e acadêmico francês.
- 1937
  - Merle Haggard, cantor, compositor e guitarrista norte-americano (m. 2016).
  - Billy Dee Williams, ator, cantor e escritor americano.
- 1938 — Roy Thinnes, ator americano.
- 1939 — John Sculley, empresário americano.
- 1940 — Pedro Armendáriz Jr., ator e produtor mexicano-americano (m. 2011).
- 1941
  - Gheorghe Zamfir, flautista e compositor romeno.
  - Barbara Roles, patinadora artística estadunidense.
- 1942
  - Barry Levinson, ator, diretor, produtor e roteirista norte-americano.
  - Anita Pallenberg, modelo, atriz e designer de moda ítalo-britânica (m. 2017).
- 1944
  - Florin Gheorghiu, enxadrista romeno.
  - Washington Rodríguez, pugilista uruguaio (m. 2014).
  - Charles Sobhraj, assassino em série francês.
- 1945 — Celestino Aós Braco, cardeal, filósofo e psicólogo espanhol.
- 1947 — John Ratzenberger, ator e diretor americano.
- 1948 — Philippe Garrel, cineasta francês.
- 1949
  - Patrick Hernandez, cantor e compositor francês.
  - Horst Ludwig Störmer, físico e acadêmico alemão, ganhador do Prêmio Nobel.
  - Jaume Medina, filólogo, latinista, escritor, tradutor e poeta espanhol (m. 2023).

#### 1951–2000
- 1951
  - Bert Blyleven, ex-jogador de beisebol e comentarista esportivo neerlandês-americano.
  - Hilda Heine, política marshallesa.
- 1952 — Udo Dirkschneider, cantor e compositor alemão.
- 1953
  - Christopher Franke, baterista e compositor teuto-americano.
  - Janet Lynn, ex-patinadora artística estadunidense.
  - Patrick Doyle, ator e compositor britânico.
  - Marc Berdoll, ex-futebolista francês.
  - Ziyad al-Nakhalah, político palestino.
- 1954 — Judi Bowker, atriz britânica.
- 1955
  - Rob Epstein, diretor e produtor americano.
  - Michael Rooker, ator, diretor e produtor americano.
- 1956
  - Michele Bachmann, advogada e política americana.
  - Normand Corbeil, compositor canadense (m. 2013).
  - Sebastian Spreng, pintor e jornalista argentino-americano.
- 1957
  - Maurizio Damilano, ex-marchador e treinador de atletismo italiano.
  - Frederico Rosa, futebolista português (m. 2019).
  - Paolo Nespoli, soldado, engenheiro e astronauta italiano.
- 1959
  - Vida Vlatt, atriz brasileira.
  - Pietro Vierchowod, ex-futebolista e treinador de futebol italiano.
- 1960
  - Warren Haynes, cantor, compositor e guitarrista americano.
  - John Pizzarelli, cantor, compositor e guitarrista americano.
- 1962 — Otair Nicoletti, bispo católico brasileiro.
- 1963
  - Rosinha Garotinho, política brasileira.
  - Basile Aka Kouamé, ex-futebolista e treinador de futebol marfinense.
  - Rafael Correa, economista e político equatoriano.
  - Clark Spencer, produtor de cinema e empresário norte-americano.
- 1964
  - Geovani Silva, ex-futebolista brasileiro.
  - Wilson Simoninha, cantor brasileiro.
  - Tim Walz, político norte-americano.
- 1965
  - Amedeo Carboni, ex-futebolista italiano.
  - Rica Reinisch, nadadora alemã.
- 1966 — Vince Flynn, escritor americano (m. 2013).
- 1967
  - Diego Valverde Villena, poeta, ensaísta e tradutor peruano.
  - Andrey Ivanov, futebolista russo (m. 2009).
- 1968 — Affonso Giaffone, ex-automobilista brasileiro.
- 1969
  - Bison Dele, jogador de basquete americano (m. 2002).
  - Paulo Duarte, treinador de futebol português.
  - Paul Rudd, ator norte-americano.
- 1970
  - Márcia Tiburi, filósofa e escritora brasileira.
  - Igor Chugaynov, ex-futebolista e treinador de futebol russo.
  - Maurício Copertino, ex-futebolista e treinador de futebol brasileiro.
- 1971
  - Leandro Ávila, ex-futebolista e treinador de futebol brasileiro.
  - Mona Grudt, modelo norueguesa.
  - Martin Hansson, ex-árbitro de futebol sueco.
- 1972
  - Anders Thomas Jensen, diretor e roteirista dinamarquês.
  - Pierre-Richard Bruny, ex-futebolista haitiano.
  - Dickey Simpkins, jogador de basquete e comentarista esportivo americano.
- 1973 — Sun Wen, ex-futebolista chinês.
- 1974
  - Nívea Stelmann, atriz brasileira.
  - Robert Kovač, ex-futebolista croata.
  - Claudio Milar, futebolista uruguaio (m. 2009).
  - Luisinho Netto, ex-futebolista brasileiro.
- 1975
  - Zach Braff, ator, diretor, produtor e roteirista americano.
  - Leigh Bardugo, escritora israelense-americana.
- 1976
  - Candace Cameron, atriz norte-americana.
  - Chris Hoke, ex-jogador de futebol americano estadunidense.
  - Emmanuel Osei Kuffour, ex-futebolista ganês.
  - Hirotada Ototake, escritor e educador japonês.
  - Alfredo Esteves, ex-futebolista timorense.
- 1977
  - Joey DiGiamarino, ex-futebolista norte-americano.
  - Teddy Sears, ator norte-americano.
- 1978
  - Fabiano Pereira da Costa, ex-futebolista brasileiro.
  - Martín Méndez, baixista uruguaio.
- 1979
  - Alain N'Kong, ex-futebolista camaronês.
  - Frederick Windsor, jornalista e financiador britânico.
  - Mariana Gross, jornalista brasileira.
- 1980 — Tommi Evilä, ex-atleta de salto em distância finlandês.
- 1981 — Eliza Coupe, atriz e comediante norte-americana.
- 1982
  - Miguel Ángel Silvestre, ator espanhol.
  - Herculez Gomez, ex-futebolista estadunidense.
  - Marina Elali, cantora e compositora brasileira.
  - Santos Amador, ex-futebolista boliviano.
- 1983
  - Jerome Kaino, ex-jogador de rugby neozelandês.
  - Diora Baird, atriz e modelo norte-americana.
- 1984
  - Michaël Ciani, ex-futebolista francês.
  - Siboniso Gaxa, ex-futebolista sul-africano.
  - Diana Matheson, ex-futebolista canadense.
  - Jaque Khury, modelo e blogueira brasileira.
- 1985
  - Túlio Dek, cantor e compositor brasileiro.
  - Fatau Dauda, ex-futebolista ganês.
- 1986
  - Bryce Moon, ex-futebolista sul-africano.
  - Juan Manuel Guilera, ator argentino.
- 1987
  - Benjamin Corgnet, ex-futebolista francês.
  - Jerrod Carmichael, comediante, ator, escritor e cineasta norte-americano.
  - Heidi Mount, modelo americana.
  - Stéphane Rossetto, ex-ciclista francês.
  - Hilary Rhoda, modelo americana.
  - Feliciano Condesso, ex-futebolista português.
  - Robin Haase, ex-tenista neerlandês.
  - Humberto Jr, cantor e compositor brasileiro.
- 1988
  - Mike Bailey, ator britânico.
  - Fabrice Muamba, ex-futebolista e jornalista congolês-britânico.
  - Gaëtan Bille, ex-ciclista belga.
  - Christian Tiboni, futebolista italiano.
  - Jucilei, ex-futebolista brasileiro.
- 1989
  - Stefano Coletti, ex-automobilista monegasco.
  - Tom Dillmann, automobilista francês.
- 1990
  - Charlie McDermott, ator americano.
  - Seo Ye-ji, atriz sul-coreana.
  - Merlin Tandjigora, futebolista gabonês.
  - Michael Woods, futebolista britânico.
- 1991
  - Dooho Choi, lutador sul-coreano de artes marciais mistas.
  - Alexandra Popp, futebolista alemã.
  - Nilson, futebolista brasileiro.
- 1992
  - Ken, cantor sul-coreano.
  - Joël Kiassumbua, futebolista congolês.
  - Julie Ertz, ex-futebolista americana.
- 1993
  - Spencer Dinwiddie, jogador de basquete norte-americano.
  - Luan Polli, futebolista brasileiro.
- 1994
  - Adrián Alonso, ator mexicano.
  - Fabien Frankel, ator britânico.
- 1996 — Jack Stauber, músico estadunidense.
- 1998
  - Peyton Roi List, atriz e modelo norte-americana.
  - Nahuel Molina, futebolista argentino.
  - Fernando Scheffer, nadador brasileiro.
- 1999
  - Virgínia Fonseca, influenciadora digital e youtuber brasileira.
  - Louis King, jogador de basquete norte-americano.
- 2000
  - Léo Chú, futebolista brasileiro.
  - Fatoumata Binta Diallo, velocista guineana-portuguesa.

### Século XXI
- 2001
  - Oscar Piastri, automobilista australiano.
  - Michel Hessmann, ciclista alemão.

## Mortes

### Anterior ao século XIX
- 0861 — Prudêncio, bispo de Troyes (n. ?).
- 0885 — Metódio, missionário e santo bizantino (n. 815).
- 1147 — Frederico II da Suábia (n. 1090).
- 1199 — Ricardo I da Inglaterra (n. 1157).
- 1252 — Pedro de Verona, padre e santo italiano (n. 1206).
- 1311 — Filipa de Luxemburgo, condessa da Holanda e Hainaut (n. 1252).
- 1340 — Basílio de Trebizonda (n. 1315).
- 1362 — Jaime I de Bourbon (n. 1319).
- 1490 — Matias I da Hungria (n. 1443).
- 1520 — Rafael, pintor e arquiteto italiano (n. 1483).
- 1528 — Albrecht Dürer, pintor, gravador e matemático alemão (n. 1471).
- 1571 — John Hamilton, arcebispo e acadêmico escocês (n. 1512).
- 1590 — Francis Walsingham, político e diplomata inglês (n. 1532).
- 1593 — Henry Barrowe, puritano e separatista inglês (n. 1550).
- 1641 — Domenico Zampieri, pintor italiano (n. 1581).
- 1686 — Arthur Annesley, político anglo-irlandês (n. 1614).
- 1707 — Willem van de Velde, o Jovem, pintor neerlandês-inglês (n. 1633).
- 1790 — Luís IX de Hesse-Darmstadt (n. 1719).

### Século XIX
- 1829 — Niels Henrik Abel, matemático e teórico norueguês (n. 1802).
- 1833 — Adamántios Koraís, filósofo e estudioso grego (n. 1748).
- 1838 — José Bonifácio de Andrada e Silva, poeta, acadêmico e político brasileiro (n. 1763).
- 1860 — James Kirke Paulding, escritor e político americano (n. 1778).
- 1862 — Albert Sidney Johnston, general americano (n. 1803).
- 1883 — Benjamin Wright Raymond, comerciante e político americano (n. 1801).

### Século XX
- 1906 — Alexander Kielland, escritor, dramaturgo e político norueguês (n. 1849).
- 1927 — Juvêncio de Araújo Figueiredo, poeta brasileiro (n. 1865).
- 1934 — Ismael Nery, pintor brasileiro (n. 1900).
- 1947 — Herbert Backe, agrônomo e político alemão (n. 1896).
- 1961 — Jules Bordet, microbiologista e imunologista belga, ganhador do Prêmio Nobel (n. 1870).
- 1963 — Otto Struve, astrônomo e acadêmico ucraniano-americano (n. 1897).
- 1964 — Daniel Filipe, poeta e jornalista cabo-verdiano (n. 1925).
- 1970 — Maurice Stokes, jogador de basquetebol norte-americano (n. 1933).
- 1971 — Ígor Stravinski, pianista, compositor e maestro russo-americano (n. 1883).
- 1972 — August Annist, escritor e folclorista estoniano (n. 1899).
- 1974 — Willem Marinus Dudok, arquiteto neerlandês (n. 1884).
- 1977 — Kōichi Kido, político japonês (n. 1889).
- 1992 — Isaac Asimov, escritor de ficção científica americano (n. 1920).
- 1994
  - Juvénal Habyarimana, banqueiro e político ruandês (n. 1937).
  - Cyprien Ntaryamira, político burundês (n. 1955).
- 1995 — Ioannis Alevras, banqueiro e político grego (n. 1912).
- 1996 — Greer Garson, atriz anglo-americana (n. 1904).
- 1998 — Tammy Wynette, cantora e compositora americana (n. 1942).
- 2000 — Habib Bourguiba, político tunisino (n. 1903).

### Século XXI
- 2001 — Ivan Setta, ator e dramaturgo brasileiro (n. 1946).
- 2002 — Silvia Derbez, atriz mexicana (n. 1932).
- 2003
  - Anita Borg, cientista da computação e educadora americana (n. 1949).
  - Gerald Emmett Carter, cardeal canadense (n. 1912).
  - Babatunde Olatunji, baterista, educador e ativista nigerino (n. 1927).
- 2005 — Rainier III, Príncipe de Mônaco (n. 1923).
- 2007 — Luigi Comencini, diretor e produtor italiano (n. 1916).
- 2009 — Mari Trini, cantora e atriz espanhola (n. 1947).
- 2010 — Corin Redgrave, ator britânico (n. 1939).
- 2012
  - Thomas Kinkade, pintor e ilustrador americano (n. 1958).
  - Fang Lizhi, astrofísico e acadêmico chinês (n. 1936).
- 2013 — Bigas Luna, diretor e roteirista espanhol (n. 1946).
- 2014
  - Mary Anderson, atriz americana (n. 1918).
  - Mickey Rooney, ator e dançarino estadunidense (n. 1920).
  - Massimo Tamburini, designer de motocicletas italiano (n. 1943).
- 2015 — James Best, ator, diretor e roteirista americano (n. 1926).
- 2016 — Merle Haggard, cantor, compositor e guitarrista norte-americano (n. 1937).
- 2017 — Don Rickles, ator e comediante americano (n. 1926).
- 2021 — Hans Küng, sacerdote, teólogo e escritor suíço (n. 1928).
- 2022 — Vladímir Jirinóvski, político russo (n. 1946).
- 2023 — Paul Cattermole, músico britânico (n. 1977).
- 2024 — Ziraldo, quadrinista, chargista e escritor brasileiro (n. 1932).
- 2025 — Jay North, ator estadunidense (n. 1951).

## Feriados e eventos cíclicos
- Dia Mundial da Atividade Física

### Internacional
- Início do ano fiscal (devido a correção de 11 dias para 25 de março na adoção do calendário gregoriano em 1752) - Reino Unido
- Dia do Tartã, um dia reservado a celebração dos escoceses - Estados Unidos
- Dia Internacional da Assexualidade

### Portugal
- Feriado Municipal de Fronteira

### Cristianismo
- Eutíquio de Constantinopla
- Guilherme de Paris
- Juliana de Mont Cornillon
- Papa Celestino I
- Papa Sisto I
- Pedro de Verona

## Outros calendários
- No calendário romano era o 8.º dia (VIII) antes dos idos de abril.
- No calendário litúrgico tem a letra dominical E para o dia da semana.
- No calendário gregoriano a epacta do dia é xxiii.